# Consorzio Trasporti Integrati
Il Consorzio Trasporti Integrati (in acronimo CTI) è costituito da TPER e Trenitalia e gestisce, a seguito di una gara indetta dalla Regione Emilia-Romagna, il servizio di trasporto pubblico locale ferroviario di interesse regionale e locale in Emilia Romagna.
La quantità e la qualità del servizio svolti da CTI sono determinati dal Contratto di Servizio, sottoscritto il 31 marzo 2008.